# 集氣瓶
一种化学仪器，用于收集气体。由广口玻璃瓶和毛玻璃片组成。

## 使用方法
收集气体的方式分为排水法，向上排空气法和向下排空气法。

### 排水法
现将集气瓶中灌满水倒扣在水槽中，将导管插入集气瓶中，待瓶中水全部排空后盖上毛玻璃片取出。
只适用于不溶于水或微溶于水的气体，如氧气、氫氣。

### 向上排空气法
将干燥、洁净的空集气瓶瓶口向上正放在实验桌面上，将导管伸入集气瓶底部，开始收集气体。进行一段时间后，可以进行验满的实验：
- 氧气：将带火星的木条（火柴）放在瓶口，若木条（火柴）复燃，则说明瓶内氧气已满；
- 二氧化碳：将带火焰的木条（火柴）放在瓶口，若木条（火柴）熄灭，则说明瓶内二氧化碳已满；

向上排空气法一般用于收集易溶于水或会与水发生化学反应的气体，且该气体的密度必须大于空气的密度；不适用于会与空气中物质发生反应或密度小于空气的气体。

### 向下排空气法
向下排空气法用于收集密度小于空气密度的气体，如氨气。